# Фтия Эпирская (жена Адмета)
Фтия (др.-греч. Φθία; V век до н. э.) — супруга эпирского царя Адмета.

## Биография
Фтия вышла замуж за Адмета, считающегося историческим основателем царского рода Пирридов. В этом браке у супругов родился сын Таррип.
В это время Фемистокл, изгнанный из родного полиса и преследуемый своими афинскими и спартанскими политическими противниками, прибыл из Керкиры в Эпир. Когда Фемистокл находился у власти, он ранее отказал царю молоссов в помощи, но тем не менее теперь предпочел довериться его великодушию.
По словам Плутарха и Фукидида, Фтия, которой назвали имя гостя, посоветовала взять её маленького сына на руки и сесть у очага. Такая просьба не допускала у молоссов отказа в оказании гостеприимства, которое и было предоставлено Фемистоклу вернувшимся из отъезда Адметом. Впрочем, тот же Плутарх отмечает, что, возможно, «сам Адмет сочинил и разыграл эту торжественную сцену моления, чтобы перед преследователями оправдать религиозными причинами невозможность выдачи».
Также и Корнелий Непот иначе повествует об этих событиях, утверждая, что Фемистокл «не застал царя на месте и тогда, желая, чтобы тот не только принял его, но и позаботился о нем вполне добросовестно, похитил его маленькую дочь и скрылся с ней в особо почитаемом святилище. Оттуда он вышел не раньше, чем царь принял его под свое покровительство».

## В искусстве
Картина Жозефа Франсуа «Фемистокл у Адмета»